# Oedignatha rugulosa
Oedignatha rugulosa là một loài nhện trong họ Corinnidae.
Loài này thuộc chi Oedignatha. Oedignatha rugulosa được Tord Tamerlan Teodor Thorell miêu tả năm 1897.